# Éva Kondorosi
Éva Kondorosi, née le 22 mars 1948 à Budapest (Hongrie), est une biologiste et botaniste hongroise. En 1989, elle s’installe en France et entre au Centre national de la recherche scientifique (CNRS) comme directeur de recherches à l’Institut des sciences du végétal à Gif-sur-Yvette. En 1995, elle obtient la nationalité française. Elle a joué un rôle important dans la collaboration scientifique franco-hongroise. Elle est membre et membre correspondante de diverses académies, dont l’Académie nationale des sciences (États-Unis) et l’Academia Europaea.

## Éducation
Éva Kondorosi est née en 1948 à Budapest, en Hongrie. Elle y poursuit des études de biologie à la Faculté des Sciences de Budapest. Elle obtient par la suite un doctorat de spécialité génétique, à l’université Loránd Eötvös de Budapest.

## Carrière
En 1973, Éva Kondorosi rejoint le Centre de recherche en biologie de l’Académie hongroise des sciences à Szeged. Jeune chercheuse, elle poursuit sa formation et effectue plusieurs stages à l’étranger (université du Sussex (Royaume-Uni), université d’Harvard et de Cornell (États-Unis) et la société Max-Planck (Allemagne) entre 1973 et 1986. En 1989, elle se fixe en France et entre au Centre national de la recherche scientifique (CNRS) en tant que directrice de recherches à l’Institut des Sciences du végétal à Gif-sur-Yvette. Depuis mars 2013, elle est devenue directeur de recherche émérite du CNRS.
Elle jouera un rôle prépondérant dans la collaboration scientifique entre la France et la Hongrie.
Elle obtient la nationalité française en 1995.
Durant toute sa carrière en France, elle a conservé des liens étroits avec son institution d'origine, le laboratoire de Szeged. Cela a permis d’entretenir une collaboration entre le laboratoire de Gif-sur-Yvette et celui de Szeged. De ce fait, les deux institutions se jumellent grâce à la création de l’Institut BAYGEN (2007-2012) qui fait désormais partie intégrante du Centre de recherche en biologie de l'Académie hongroise des sciences de Szeged,.
Actuellement, elle exerce au Centre de recherche en biologie de l’Académie hongroise des sciences de Szeged et dirige le laboratoire de symbiose et l’unité de génomique fonctionnelle.
Éva Kondorosi est membre et membre correspondante de plusieurs académies, dont l’Académie nationale des sciences (États-Unis) et l’Academia Europaea. Elle est membre du conseil scientifique, du Conseil européen de la recherche et de l’Organisation européenne de biologie moléculaire. Elle siège au conseil d'administration de la Société internationale des interactions moléculaires plantes-microbes (IS-MPMI). Elle a contribué à lancer le programme « Les femmes et la science » de l’UNESCO et a été membre du jury international du Prix L'Oréal-Unesco « Pour les femmes et la science »,,.

## Travaux
Éva Kondorosi est reconnue pour son travail qui a porté sur l’étude de la symbiose Rhizobium-légumineuses, en particulier pour la découverte et la caractérisation d’une série de peptides à nodules riches en cystéine qui sont des molécules importantes transmettant des signaux. Les résultats de sa recherche sur la régulation du cycle cellulaire pendant la symbiose, sur la différenciation des bacteroides et sur la production de peptides à activité antimicrobienne lui ont valu une reconnaissance internationale. La plante répond à la présence de Rhizobium en créant des nodules sur les racines, dans lesquels les bactéries se développent. Les bactéries dans les nodules sont capables de transformer l’azote de l’air en une forme utilisable par la plante, procurant ainsi un nutriment indispensable, souvent rare dans l’environnement. Au-delà de l’importance de sa contribution à la science fondamentale, une meilleure compréhension de la fixation de l’azote est cruciale pour la sécurité alimentaire et pour réduire la dépendance de la société aux engrais, qui requièrent beaucoup d’énergie et dont la production est l’une des principales sources de gaz à effet de serre,.
Ses recherches portent actuellement sur le double usage des stratégies utilisées naturellement par les plantes dans l’agriculture et la santé publique.

## Quelques publications
- (en) A. Farkas A, B. Pap, É. Kondorosi, G. Maróti, « Antimicrobial Activity of NCR Plant Peptides Strongly Depends on the Test Assays », Front Microbiol., vol. 9,‎ 30 octobre 2018 oct 30 (DOI 10.3389/fmicb.2018.02600, lire en ligne)
- (en) KR Mikuláss, K Nagy, B Bogos et al., « Antimicrobial nodule-specific cysteine-rich peptides disturb the integrity of bacterial outer and inner membranes and cause loss of membrane potential », Ann Clin Microbiol Antimicrob., vol. 15, no 1,‎ 238 juillet 2016 (DOI 10.1186/s12941-016-0159-8, lire en ligne)
- (en) G Maróti, JA Downie, É Kondorosi, « Plant cysteine-rich peptides that inhibit pathogen growth and control rhizobial differentiation in legume nodules », Curr Opin Plant Biol., vol. 26,‎ août 2015, p. 57–63 (DOI 10.1016/j.pbi.2015.05.031, lire en ligne)
- (en) K. Nagy, K. R. Mikuláss, A. G. Végh et al., « Interaction of cysteine-rich cationic antimicrobial peptides with intact bacteria and model membranes », General physiology and biophysics, vol. 34, no 2,‎ 12 février 2015, p. 135–144 (DOI 10.4149/gpb_2015002, lire en ligne)
- (en) A Farkas, G Maróti, H. Durgő et al., « Medicago truncatula symbiotic peptide NCR247 contributes to bacteroid differentiation through multiple mechanisms », Proc Natl Acad Sci USA, vol. 111, no 14,‎ 2014, p. 5183–5188 (DOI 10.1073/pnas.1404169111, lire en ligne)
- (en) H Tiricz, A Szucs, A Farka et al., « Antimicrobial nodule-specific cysteine-rich peptides induce membrane depolarization-associated changes in the transcriptome of Sinorhizobium meliloti », Appl Environ Microbiol, vol. 79, no 21,‎ 2013, p. 6737–6746 (DOI 10.1128/AEM.01791-13, lire en ligne)

## Distinctions et récompenses
- 2019 : Prix de la ville de Szeged[4]
- 2018 : Prix Balzan pour l’écologie chimique[3],[4]
- 2017 : Grand prix de la Fondation Szeged[4]
- 2012 : Prix Széchenyi de Hongrie pour une remarquable contribution scientifique[4].
- 2012 : Prix de la Société internationale des interactions moléculaires plantes-microbes (IS-MPMI)[4]
- 2011 : Prix de Szeged[4]
- 2011 : Prix de La Recherche en Biologie[4]
- 2007 : Hotchkiss Award[4]
- 1985 : Prix de l'Académie des sciences de Hongrie[4]

## Vie personnelle
Andor Tarnai (hu) est le père d'Éva Kondorosi. C'était un écrivain hongrois mais aussi un historien de la littérature. Elle a été mariée à Ádám Kondorosi (hu), un biologiste hongrois.